# 剑桥大学丘吉尔学院

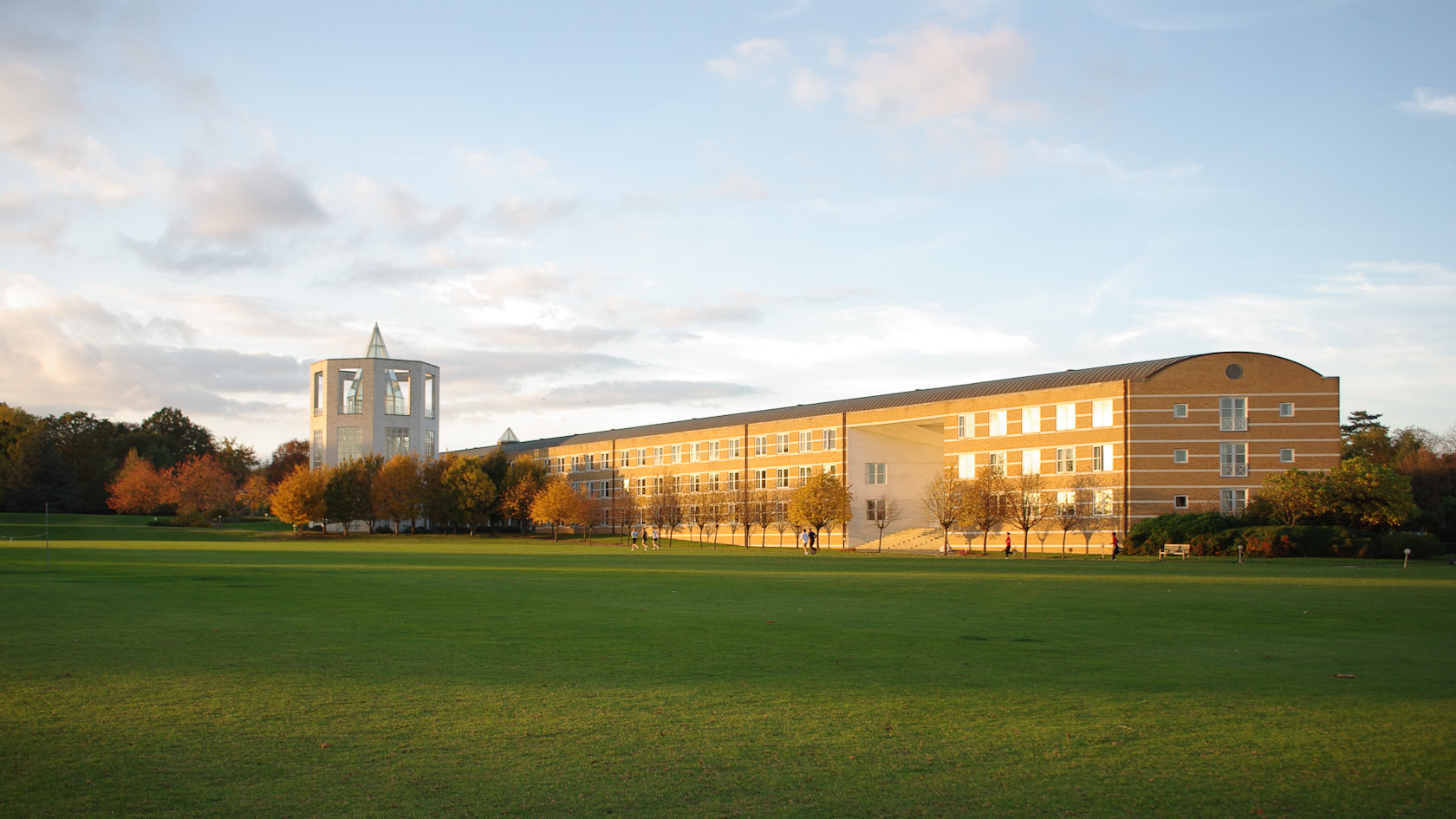
剑桥大学丘吉尔学院

剑桥大学丘吉尔学院（英語：Churchill College, Cambridge）是英国剑桥大学的成员学院。该学院主要侧重于科学、工程和技术，但对艺术和人文学科也有浓厚的兴趣。
1958年，由温斯顿-丘吉尔爵士（Sir Winston Churchill）担任理事长的信托基金成立，目的是为60名研究员和540名学生建立和捐赠一所学院，作为国家和英联邦对温斯顿-丘吉尔的纪念；1960年8月，女王伊丽莎白二世批准了该学院的皇家宪章和章程。该学院位于剑桥郊区，远离传统的市中心，但靠近剑桥大学的主要新开发区（现为数学科学中心所在地）。学校占地16公顷（40英亩），是剑桥大学中占地面积最大的学院。
丘吉尔学院是第一所决定招收女生的学院，也是1972年招收第一批女生的三所男子学院之一。与剑桥其他学院相比，该学院以相对非正式而闻名，传统上招收的本科生中来自公立学校的比例较大。
学院的校训是 "前进"，取自温斯顿-丘吉尔作为英国首相在下议院发表被称为「血、辛劳、泪水和汗水」的第一次演讲的最后一句话，丘吉尔在演讲中说：「来吧，让我们一起前进」。

## 学院历史
1955年，温斯顿-丘吉尔辞去首相职务后不久在西西里岛度假时，与约翰·科尔维尔爵士和弗雷德里克·林德曼爵讨论了建立一所新学院的可能性。丘吉尔对美国麻省理工学院留下了深刻的印象，并希望建立一个英国版本的麻省理工学院，但该计划演变成了一个更为温和的建议，即在剑桥大学内建立一个以科学和技术为基础的学院。因此，该学院招收除土地经济和神学与宗教研究外的所有学科的学生（尽管以后可以转到这些学科）。
第一批研究生于1960年10月入学，一年后第一批本科生入学。1966年获得正式学院地位。
1969年，工党政府颁布了《1969年人民代表法令》，将投票年龄降低到18岁。1970年，在迪克蒂泽尔教授的指导下，丘吉尔大学的学生会 "本科生学生会"（JCR）受到当时世界学生民主运动的启发，领导全国学生联合会（NUS）将剑桥市政厅告上高等法院，推翻了19世纪的先例，为学生赢得了在大学城的投票权。
最初，所有学生都是男生。1972年，剑桥大学开始招收女大学生，这是最早招收女大学生的三所学院之一。
对科学和工程学的偏向至今仍是学院的政策，学院章程要求每年招收的学生中约有70%为理工科学生。学院章程还规定，学院三分之一的学生应攻读研究生学位。
从1979年到2011年，剑桥大学广播电台（后来的Cam FM）一直在丘吉尔学院进行广播。
2020年10月27日，丘吉尔学院推出了 "丘吉尔、帝国与种族 "节目，该节目为期一年，旨在对其创始人进行批判性研究。但在2021年6月，该节目因与学院领导发生争执而突然终止。

## 著名校友
- 比雅尼·斯特劳斯特鲁普“C++之父”
- 诸葛漫 “Revivalistics之父”, 以色列语言学家, 牛津大学博士，剑桥大学博士
- 錢永健 “發現和研究綠色熒光蛋白”